# Czesław Mondrzyk
Czesław Mondrzyk (ur. 20 lipca 1902 w Cykarzewie, zm. 4 kwietnia 1966 w Łodzi) – polski dziennikarz, działacz polonii francuskiej.

## Życiorys
W latach 30. XX w. pracował jako robotnik we Francji. Tam od 1934 publikował na łamach prasy emigracyjnej, w tym czasopism takich jak: „Wiarus Polski”, „Głos Wychodźcy”, „Kurier Polski”, „Narodowiec”. Podczas II wojny światowej wstąpił jako ochotnik do Armii Polskiej. W trakcie działań wojennych trafił do niewoli, z której powrócił w maju 1945 roku, następnie ponownie podjął pracę dziennikarską dla „Narodowca”. W związku z przynależnością do emigracyjnej PPS i rozbieżnością światopoglądową z linią redakcji, został redaktorem „Gazety Polskiej” we Francji. W związku ze współpracą z Biurem Federalnym Francuskiej Partii Komunistycznej 7 września 1950 roku został aresztowany i wraz z 47 innymi polskimi działaczami wysiedlony do Polski, gdzie podjął pracę jako dziennikarz „Dziennika Łódzkiego”.
Był członkiem Stowarzyszenia Dziennikarzy Polskich i członkiem zarządu Towarzystwa Łączności z Polonią Zagraniczną „Polonia”. Został pochowany na cmentarzu komunalnym Doły w Łodzi.

## Odznaczenia
- Krzyż Kawalerski Orderu Odrodzenia Polski (1961)[2][3]